# 전우역
전우역(戰友驛)은 조선민주주의인민공화국 평양직할시 모란봉구역에 있는 평양 지하철도 천리마선의 역이다. 부역명은 4·25회관이다. 혁신선의 전승역과 환승이 된다고 하지만, 직접 연결이 되지 않았기 때문에 간접 환승이다.

## 역 주변
- 4.25문화회관
- 전승영화관
- 전승혁명사적관
- 조선로동당 3호 청사
- 조선중앙방송위원회
- 중화인민공화국 대사관
- 지하철혁명사적관
- 혁신선 전승역
- 중화인민공화국 대사관

## 인접한 역
| 평양 지하철 천리마선 | 평양 지하철 천리마선 | 평양 지하철 천리마선 |
| -------------------- | -------------------- | -------------------- |
| 개선 부흥 방면       | 천리마선             | 붉은별 붉은별 방면   |